# Франк Бухман
Франк Бухман (англ. Franklin Nathaniel Daniel Buchman; 4 червня 1878 — 7 серпня 1961) — американський лютеранин, який заснував у 1921 році організацію «Християнське товариство першого століття» (англ. First Century Christian Fellowship), перейменовану в 1928 на «Оксфордську групу», яка під його керівництвом у 1938 переросла у Моральне переозброєння і врешті стала називатись Ініціативами змін у 2001 р.

## Нагороди
Як лідер Морального переозброєння, Бухман був нагороджений французьким та німецьким урядами за внесок у франко-німецьке примирення після Другої світової війни.
- Орден Почесного легіону, лицарський хрест (Франція; 4 липня 1950)
- Орден «За заслуги перед Федеративною Республікою Німеччина», командорський хрест (ФРН; 1952)
- 17 квітня 1956 року на честь Бухмана була названа дорога у місті Фройденштадт (нім. Frank-Buchmann-Weg).
  - 19 травня 1990 року на цій дорозі був встановлений пам'ятний камінь на честь Бухмана.